# 袖ケ浦郵便局
袖ケ浦郵便局（そでがうらゆうびんきょく）は千葉県袖ケ浦市にある郵便局。民営化前の分類では集配普通郵便局であった。

## 概要
住所：〒299-0299 千葉県袖ケ浦市福王台2-2-8
民営化と同時に、郵便局名を「袖ヶ浦」から「袖ケ浦」に変更した。ただし、同市内にある「袖ヶ浦」のつく各郵便局（袖ヶ浦○○郵便局）は局名を変更していないため、市内の日本郵政関係施設で2種の表記が混在している（鎌ケ谷市でも同様の状況となっている）。

## 沿革
- 1872年（明治5年） - 奈良輪（ならわ）郵便取扱所として開設[1]。
- 1875年（明治8年）1月1日 - 奈良輪郵便局（五等）となる。
- 1885年（明治18年） - 貯金取扱を開始。
- 1894年（明治27年）1月1日 - 為替取扱を開始。
- 1957年（昭和32年）4月1日 - 袖ヶ浦郵便局に改称[2]。
- 1966年（昭和41年）4月22日 - 電話交換業務を木更津電報電話局に移管。
- 1982年（昭和57年）9月1日 - 根形郵便局[3]から和文電報配達業務を移管。
- 1983年（昭和58年）10月1日 - 和文電報配達業務を木更津電報電話局に移管。
- 1984年（昭和59年）11月12日 - 君津郡袖ヶ浦町奈良輪から同町福王台二丁目に移転。
- 1986年（昭和61年）3月10日 - 平川郵便局から集配業務を移管。
- 1986年（昭和61年）8月1日 - 特定郵便局から普通郵便局に局種別変更。
- 1999年（平成11年） - 外国通貨の両替および旅行小切手の売買に関する業務取扱を開始。
- 2007年（平成19年）10月1日 - 民営化にともない、併設された郵便事業袖ヶ浦支店に一部業務を移管。同日、局名を袖ヶ浦郵便局から袖ケ浦郵便局に改称[4]。
- 2012年（平成24年）10月1日 - 日本郵便株式会社発足にともない、郵便事業袖ヶ浦支店を袖ケ浦郵便局に統合。

## 取扱内容
- 郵便、印紙、ゆうパック、内容証明
- 貯金、為替、振替、振込、国際送金、外貨両替・トラベラーズチェック、国債、投資信託
- 生命保険、バイク自賠責保険、自動車保険
- ゆうちょ銀行ATM
- 袖ケ浦市内（〒299-02xx）の集配業務
- ゆうゆう窓口

## 周辺
- 袖ケ浦市役所
- 千葉県立袖ヶ浦高等学校

## アクセス
- JR内房線 袖ケ浦駅から徒歩約10分
- 小湊バス 袖ケ浦郵便局前停留所下車
- 日東交通バス 福王台停留所もしくは農協会館前停留所下車
- 東京湾アクアライン連絡道 袖ケ浦ICから北東へ約2km
- 国道16号 福王台交差点を北西に折れてすぐ
- 駐車場あり：10台